# Torre Omega
La Torre Omega Trelew u Omega Tower (en inglés) fue una torre de comunicaciones de 366 metros, ubicada a 40 km al norte de Trelew, en la provincia del Chubut, Argentina. Fue la torre de comunicaciones más alta de Sudamérica y una de las más altas del mundo, utilizada por la Armada de los Estados Unidos. Fue construida en la década de 1970 y demolida en 1998 por la compañía Controlled Demolition Inc. El tipo de la torre era un radiador de tipo mástil aislado del suelo.
La torre era la Estación F del proyecto Omega Navegation System y se ubicaba a un costado de la Ruta Nacional 3.

## Características
Situada en Trelew, esta gigantesca torre de radio formaba parte de un sistema de radiotransmisión global diseñado por la Marina estadounidense para localizar la posición de cualquiera de sus barcos o aeronaves a lo largo y ancho del planeta. La idea original era cubrir las comunicaciones transoceánicas mediante la utilización de unas cuantas antenas estratégicamente situadas por todo el globo. Para ello se construyeron otras estructuras similares en puntos como Noruega, Hawái, Australia o Japón, pero la dificultad del proyecto y la aparición del GPS terminaron por enterrarlo definitivamente en 1998. Al derribarse, muy poca gente sabía de su existencia.
El Comando en Jefe de la Armada Argentina, a través de la Dirección General del Material Naval, llamó a licitación pública para la construcción de la torre en 1973, apareciendo en el Boletín Oficial de la República Argentina del 12 de abril, con un presupuesto de 17.661.814 pesos ley 18.188 (lo que equivaldría a 1.412.945 dólares a la cotización de aquel entonces).
A pesar de que ya no se encuentra la torre, hay actividad en el lugar; se construyó en parte del predio de la ex torre, la nueva cárcel del servicio penitenciario provincial, que  cuenta con 72 celdas conformadas en dos pabellones de 36, con capacidad para 140 detenidos.
Desde 2013, se puso en marcha la Gestión Integral de Residuos Sólidos Urbanos (Girsu), de la que participan los municipios del valle inferior del río Chubut y de la península Valdés (Trelew, Rawson, Gaiman, Dolavon, 28 de Julio, Puerto Madryn y Puerto Pirámides). A partir de mayo de ese año, se comenzó con la separación en origen entre basura seca y húmeda. El viejo basural quedó cerrado y los residuos son llevados a las cercanías de la ex Torre Omega, donde existe una planta de separación y transferencia de residuos, como así también un relleno sanitario.

## Galería

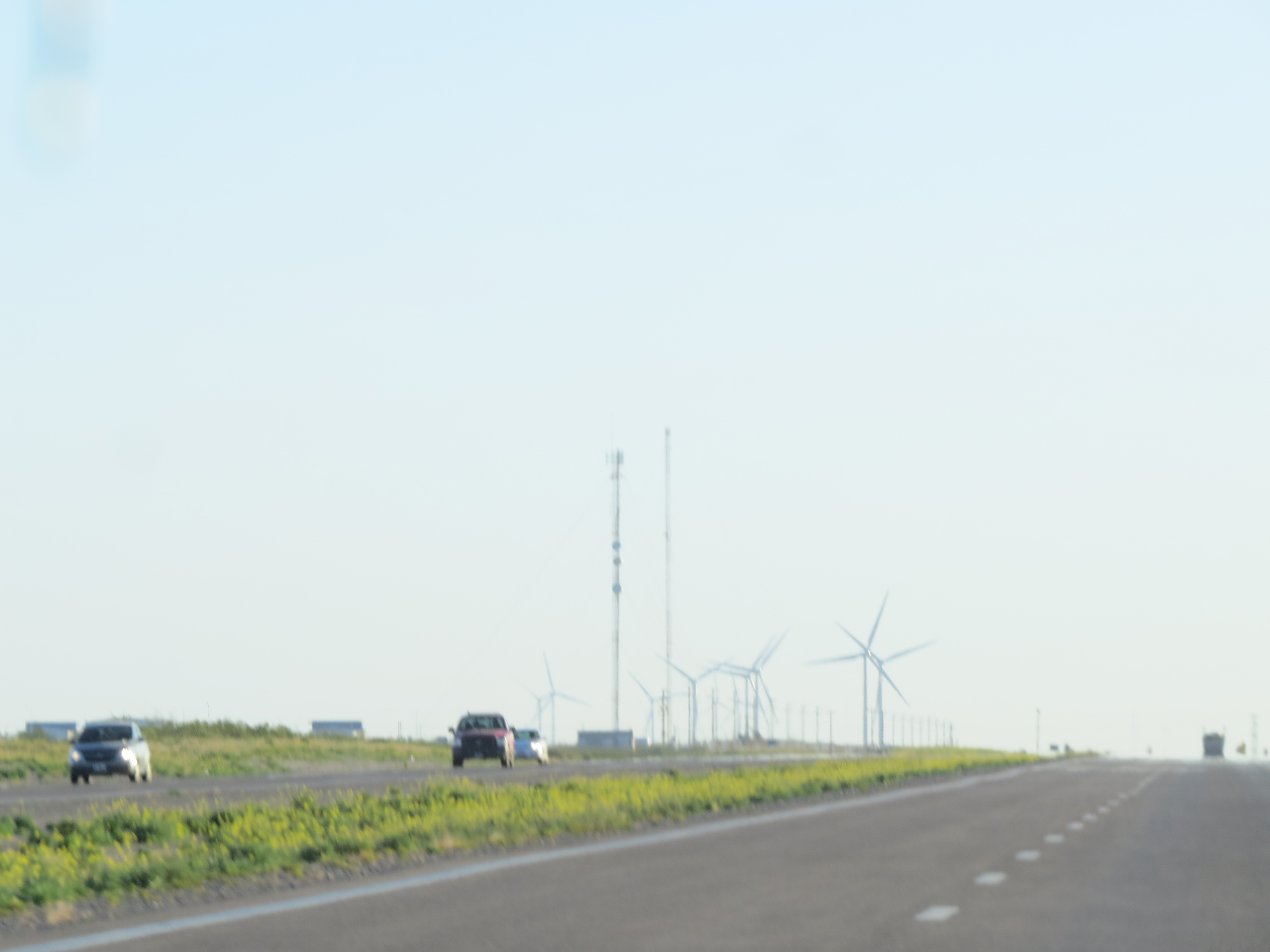
Otra vista parcial del predio desde la ruta 3.
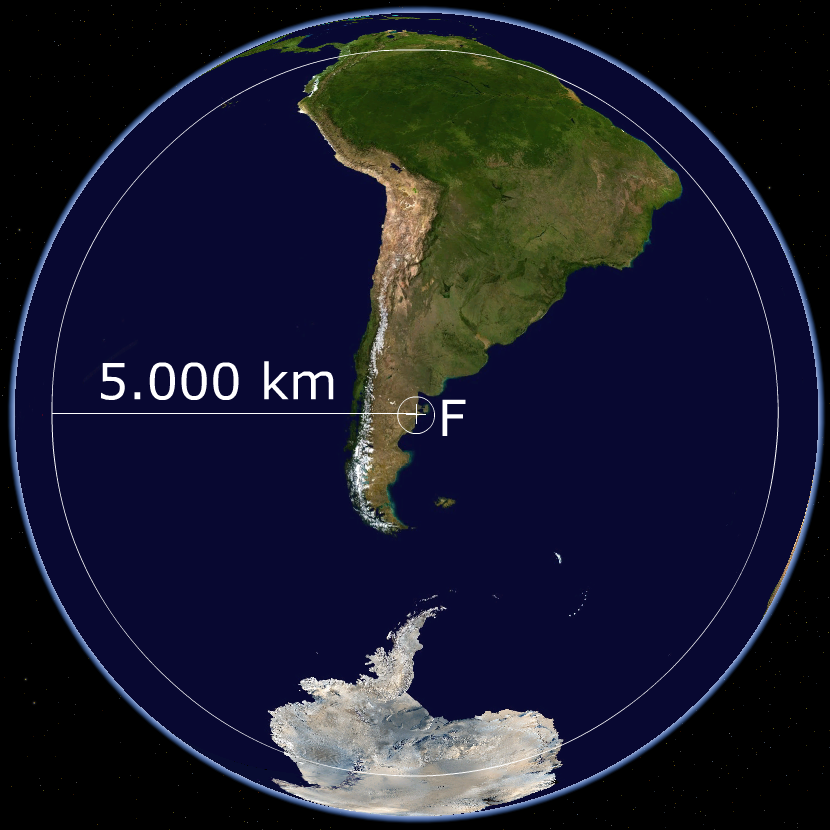
Ubicación de la torre.